# Magnus Lagerström (Unternehmer)
Carl Magnus von Lagerström (* 16. Dezember 1691 in Stettin; † 5. Juli 1759 in Göteborg) war ein schwedischer Unternehmer und Direktor der Schwedischen Ostindien-Kompanie.

## Leben
Seine Eltern waren der schwedisch-pommersche Kanzler Magnus Gabriel Laurin (1666–1736, 1691 geadelt als von Lagerström) und Helena Engelcrona (* 1672 in Schweden; † 1725).
Nachdem Magnus von Lagerström junior in Rostock, Greifswald, Wittenberg und Jena studiert hatte, wurde er 1712 Generalregierungssekretär in Stettin, wechselte 1713 von Stettin nach Stralsund, wo er bis 1721 als Hofrat tätig war. Dann zog er nach Stockholm, wo er 1725 als Korrekturleser in der Wildeska Druckerei tätig war. Im Jahre 1731 ging er nach Göteborg und war die ersten Jahre Buchhalter und Schatzmeister der neugegründeten Schwedischen Ostindien-Kompanie. 1733 heiratete Magnus von Lagerström junior Klara Olbers (* 1713 in Göteborg; † 18. Juli 1778 ebenda), Tochter aus einer angesehenen Handelsfamilie in Göteborg.
Im Alter von 52 Jahren wurde er 1743 Sekretär der Schwedischen Ostindien-Kompanie und nahm 1743–45 an der Ostindien-Fahrt der Kompanie nach China teil. Er brachte von dieser Reise unter anderem in Europa unbekannte Pflanzen für den Botaniker Carl von Linné mit, welcher eine dieser nach ihm „Lagerstroemia indica“ (Lagerströmien) benannte. Durch Lagerström konnten auch Studenten aus Linnés Umfeld (Linnés Apostel) kostenlos an solchen Reisen teilnehmen. 1746 wurde Magnus von Lagerström junior Direktor der Schwedischen Ostindien-Kompanie. Er war ein universal-wissenschaftlich gebildeter Mann, der auch als Übersetzer literarischer Texte ins Schwedische tätig war und bei der Schwedischen Akademie der Wissenschaften unter anderem die Erfindung einer Ackerwalze veröffentlichte. 1748 und 1750 verschenkte er Teile seiner großen Naturaliensammlung an Linné, der ihm dafür seine wissenschaftliche Arbeit „Donatio Magni Lagerström“ widmete.
Magnus von Lagerström starb 1759 in Göteborg kinderlos, so dass seine pommerschen Lehen an die in Pommern verbliebenen Familienmitglieder übergingen.